# Eulithis perspicuata
Eulithis perspicuata är en fjärilsart som beskrevs av Rudolf Püngeler 1909. Eulithis perspicuata ingår i släktet Eulithis och familjen mätare. Inga underarter finns listade i Catalogue of Life.